# Rossum (Overijssel)

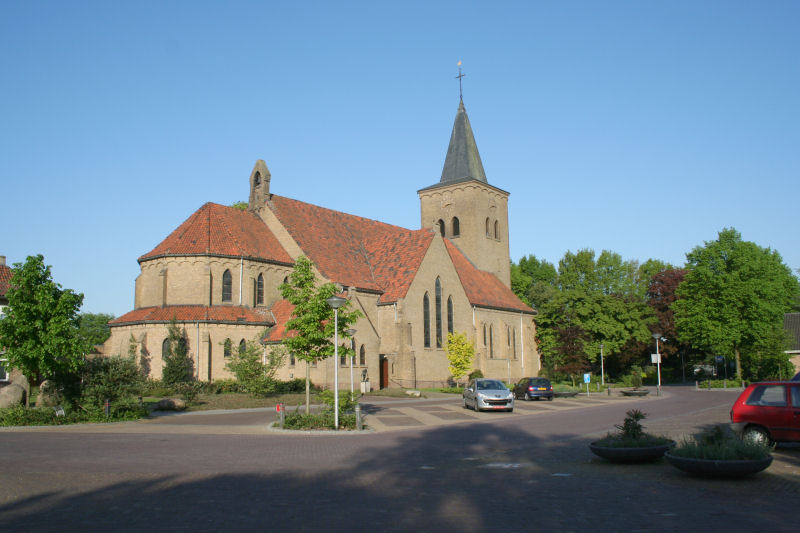
Die Sankt Plechelmuskirche in Rossum

Rossum ist ein Kirchdorf in der Region Twente und der Gemeinde Dinkelland in der niederländischen Provinz Overijssel.
Rossum liegt nördlich von Oldenzaal und im Süden von Ootmarsum. Am 1. Januar 2024 zählte der Ort 2.345 Einwohner. Durch die Gebietsreform vom 1. Januar 2001 gehört das Dorf zur Gemeinde Weerselo. Rossum war in der Vergangenheit einer der vielen Bauernmärkte von Weerselo.
Der Weltmeister der Springreiter der Weltreiterspiele 2006, Jos Lansink, und die Volleyballspielerin Elles Leferink wurden in Rossum geboren.